# Techirghiol
Techirghiol (sau Tekirghiol, turcă Tekirgöl, însemnând "lacul barbunului") este un oraș în județul Constanța, Dobrogea, România. Are o populație de 7.292 locuitori. Se află la 15 km de Constanța, la 2 km de Eforie Nord, la 4 km de Movilița. Orașul este cunoscut pentru lacul cu același nume, Sanatoriul Balnear și Mănăstirea Sfânta Maria.
Comunitatea germană din Techirghiol (formată din așa-numiții germani dobrogeni) a fost înființată în 1907. Viața religioasă și educația în această comunitate au fost susținute sub îndrumarea părintelui Pieger, care a contribuit la ridicarea bisericii, finalizată în anul 1934. În 1940, au părăsit așezarea 256 de germani, fiind strămutați cu forța în Germania, sub lozinca Heim ins Reich (Acasă în Reich), în sat rămânând numai 19..

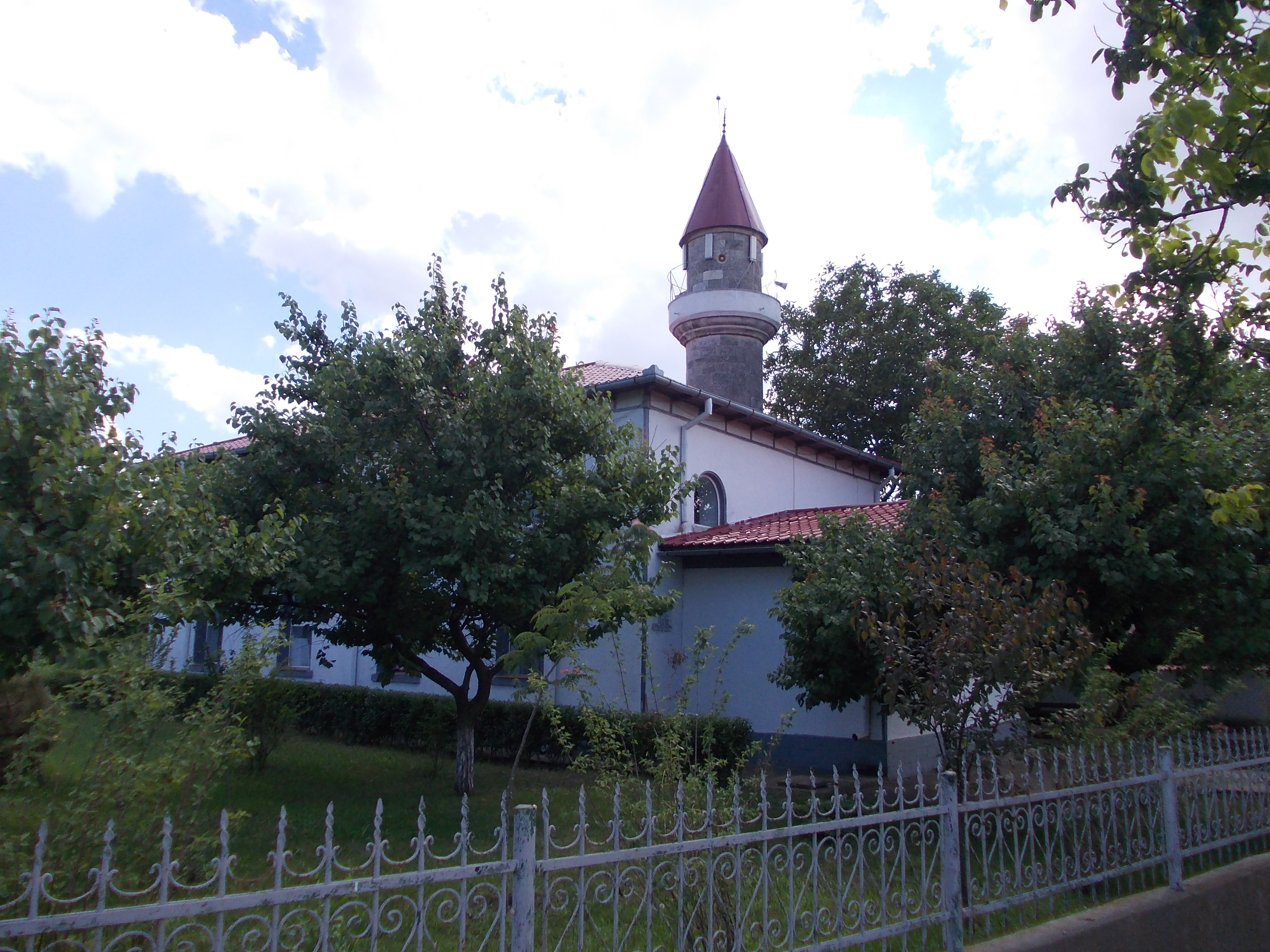
Moscheea din Techirghiol.

## Demografie
Componența etnică a orașului Techirghiol
     Români (71,33%)
     Tătari (7,77%)
     Turci (4,9%)
     Alte etnii (0,94%)
     Necunoscută (15,06%)
Componența confesională a orașului Techirghiol
     Ortodocși (68,24%)
     Musulmani (13,36%)
     Alte religii (1,9%)
     Necunoscută (16,5%)
Conform recensământului efectuat în 2021, populația orașului Techirghiol se ridică la 8.061 de locuitori, în creștere față de recensământul anterior din 2011, când fuseseră înregistrați 7.292 de locuitori. Majoritatea locuitorilor sunt români (71,33%), cu minorități de tătari (7,77%) și turci (4,9%), iar pentru 15,06% nu se cunoaște apartenența etnică. Din punct de vedere confesional, majoritatea locuitorilor sunt ortodocși (68,24%), cu o minoritate de musulmani (13,36%), iar pentru 16,5% nu se cunoaște apartenența confesională.
Techirghiol este și printre primele stațiuni din România cu o companie din domeniul farmaceutic, care folosește ingrediente extrase din Lacul Techirghiol în scop terapeutic. Techir este brandul cosmetic terapeutic care utilizează ingrediente precum nămolul sapropelic și apa salină în compoziția produselor sale. Produsele cunoscute sunt săpunurile cu ingrediente naturale, uleiurile pentru masaj și cremele de îngrijire pentru ten.
|  | Graficele sunt indisponibile din cauza unor probleme tehnice. Mai multe informații se găsesc la Phabricator și la wiki-ul MediaWiki. |

Date: Recensăminte sau birourile de statistică - grafică realizată de Wikipedia

## Politică și administrație
Orașul Techirghiol este administrat de un primar și un consiliu local compus din 15 consilieri. Primarul, Iulian-Constantin Soceanu[*], de la Partidul Național Liberal, este în funcție din 2016. Începând cu alegerile locale din 2024, consiliul local are următoarea componență pe partide politice:

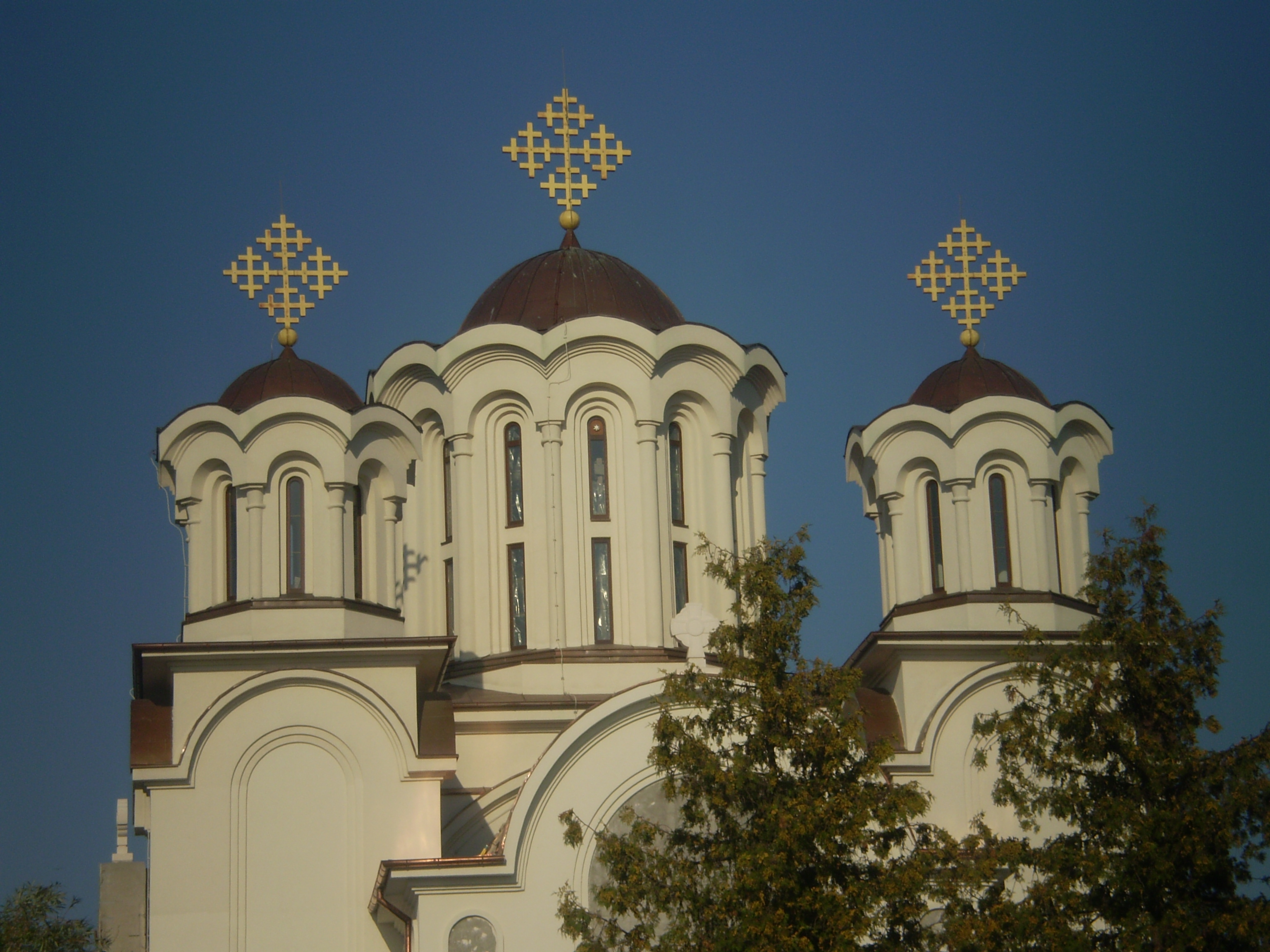
Biserica mănăstirii Adormirea Maicii Domnului

|  | Partid                          | Consilieri | Componența Consiliului | Componența Consiliului | Componența Consiliului | Componența Consiliului | Componența Consiliului | Componența Consiliului | Componența Consiliului | Componența Consiliului | Componența Consiliului |
|  | ------------------------------- | ---------- | ---------------------- | ---------------------- | ---------------------- | ---------------------- | ---------------------- | ---------------------- | ---------------------- | ---------------------- | ---------------------- |
|  | Partidul Național Liberal       | 9          |                        |                        |                        |                        |                        |                        |                        |                        |                        |
|  | Partidul Social Democrat        | 4          |                        |                        |                        |                        |                        |                        |                        |                        |                        |
|  | Alianța pentru Unirea Românilor | 1          |                        |                        |                        |                        |                        |                        |                        |                        |                        |
|  | Partidul Puterii Umaniste       | 1          |                        |                        |                        |                        |                        |                        |                        |                        |                        |

## Personalități
- Jean Constantin (1928 - 2010), actor de comedie.